# يوجينيو مارتين روبيو
يوجينيو مارتين روبيو (بالإسبانية: Eugenio Martín Rubio)‏ هو عالم أرصاد إسباني، ولد في 14 نوفمبر 1923 في مدريد في إسبانيا، وتوفي في 21 فبراير 2016 في أليكانتي في إسبانيا.